# Hiperkaliemia
Hiperkaliemia, hiperkalemia, hiperpotasemia – u człowieka stan, w którym stężenie jonów potasowych K+ w surowicy krwi przekracza przyjętą (umowną) wartość 5,5 mmol/l.

## Stany przebiegające z podwyższeniem stężenia potasu we krwi
- odwodnienie
- skutki uboczne terapii (podanie pozajelitowe soli potasowych penicyliny, przetoczenie dużej ilości krwi konserwowanej)
- hemoliza
- zespół zmiażdżenia
- niedotlenienie tkanek
- zatrucie strychniną
- leczenie cytostatykami
- niewydolność nerek
- mocznica
- niedoczynność kory nadnerczy (choroba Addisona)
- hipoaldosteronizm
- wrodzone zespoły nadnerczowo-płciowe z utratą soli
- kwasica metaboliczna (cukrzycowa)
- stosowanie niektórych leków, między innymi: inhibitory enzymu konwertującego angiotensynę, antagonisty receptora angiotensyny II, leki moczopędne oszczędzające potas, niesterydowe leki przeciwzapalne, leki beta-adrenolityczne, trimetoprim

## Wpływ hiperkaliemii na akcję serca

Zmiany w zapisie EKG podczas hiperkaliemii

Zmiany elektrokardiograficzne obserwuje się u większości pacjentów, gdy stężenie jonów potasu przekracza 6,7 mmol/l, chociaż poziom potasu powodujący zmiany w elektrokardiogramie jest w pewnym stopniu zmienny osobniczo. Są to:
- zwiększenie załamka T – około 6 mmol/l
- blok międzykomorowy – przy stężeniu około 10 mmol/l
- zatrzymanie akcji serca – przy stężeniu około 12 mmol/l.

## Zastosowanie medyczne płynów o dużym stężeniu jonów potasu
Szybkie podanie dożylne płynu infuzyjnego o stężeniu potasu przekraczającym 60 mmol/l może spowodować zatrzymanie akcji serca. Infuzje płynów hiperkaliemicznych zmieszanych z barbituranami w dużych stężeniach stosuje się w weterynarii w celu usypiania zwierząt. W kardiochirurgii podczas operacji w krążeniu pozaustrojowym podaje się płyn hiperkaliemiczny (tzw. kardiopleginę) w celu zatrzymania akcji serca.

## Leczenie
Gdy dojdzie do wystąpienia arytmii lub poziom potasu przekroczy 6,5 mmol/l, istnieje potrzeba obniżenia jego poziomu. Używa się kilku sposobów na obniżenie poziomu potasu. Wybór zależy od stopnia i przyczyny hyperkaliemii, a także od różnych aspektów stanu pacjenta.
- Uzupełnianie wapnia (10% glukonian wapnia, najlepiej przez wkłucie centralne, ponieważ wapń może spowodować zapalenie żył) nie obniża poziomu potasu, ale powoduje spadek pobudliwości mięśnia sercowego, co chroni przed zagrażającymi życiu arytmiami.
- Podanie insuliny (np. 10 jednostek dożylnie, razem z 50 ml 50% dekstrozy, aby zapobiec hipoglikemii – 1 jednostka insuliny na 2–3 gramy glukozy) doprowadzi do przesunięcia części puli potasu do komórek, w wyniku zwiększonej aktywności Na-K ATP-azy.
- Terapia wodorowęglanami (np. 1 ampułka zawierająca 45 mval wlana w czasie 5 minut) jest skuteczna w przypadkach kwasicy metabolicznej. Jon wodorowęglanowy pobudza wymianę komórkowego H+ na Na+, prowadząc do pobudzenia pompy sodowo-potasowej.
- Salbutamol, selektywny β2-mimetyk podawany wziewnie (np. 10–20 mg), powoduje przechodzenie potasu do komórek obniżając tym samym jego poziom we krwi.
- Żywice jonowymienne (np. Calcium Resonium, 15 g 3 razy w ciągu dnia w wodzie, doustnie) wiążą potas w jelicie i usuwają go przy defekacji.
- Gdy powyższe środki nie są dostępne, można zastosować lewatywę.
- W celu usunięcia potasu z krążenia w opornych na leczenie lub poważnych przypadkach może być konieczna dializa.
- Zapobieganie nawrotom hiperkaliemii polega na zmniejszeniu ilości potasu przyjmowanego w pożywieniu, a także w lekach. Dodatkowo podaje się diuretyk (np. furosemid lub hydrochlorotiazyd).